# Ammonio el monje
Ammonio o Ammonios el monje (Ammonius, Ἀμμώνιος) fue un monje grecoegipcio del siglo IV. Fue uno de los "cuatro grandes hermanos" (por su altura) discípulos de Pambo, uno de los Padres del desierto en Estete. Estudió religión y sobre los años 339-341 acompañó a san Atanasio de Alejandría a Roma. El 371, Pedro II de Alejandría sucedió a Atanasio y poco después tuvo que huir ante las persecuciones de los arrianos, por lo que Ammonio se retiró a Palestina, donde fue testigo de los padecimientos de los monjes del Sinaí (377) y de los monjes de la costa del mar Rojo. Sobre todo ello escribiría más adelante, al volver a Egipto. Fue traducido al griego por un sacerdote de Naucratis, llamado Juan, y se conoce a su obra por el nombre latino de Christi Martyrum Electi triumphi.